# مادام رزا
مادام رُزا (انگلیسی: Madame Rosa) که عنوانِ اصلیِ فرانسوی‌اش زندگی در پیش رو (فرانسوی: La Vie devant soi‎) نام دارد، یک فیلم درام به کارگردانی موشه میزراهی است که در سال ۱۹۷۷ منتشر شد. از بازیگران آن می‌توان به سیمون سینیوره، کلود دوفا و کوستا گاوراس اشاره کرد.
این فیلم بر پایهٔ رمانِ «زندگی در پیش رو» اثرِ «رومن گاری» ساخته شده و در سال ۱۹۷۷ میلادی، برندهٔ «جایزه اسکار بهترین فیلم خارجی‌زبان» و در سال ۱۹۷۸ میلادی، برندهٔ «جایزه سزار بهترین بازیگر نقش اول زن» (بابت هنرنماییِ سیمون سینیوره) شد.